# Leucosolenia variabilis
Leucosolenia variabilis är en svampdjursart som först beskrevs av Ernst Haeckel 1870.  Leucosolenia variabilis ingår i släktet Leucosolenia och familjen Leucosoleniidae. Inga underarter finns listade i Catalogue of Life.